# Time Machine VR
Time Machine VR là một game phiêu lưu, độc lập, mô phỏng được hãng Minority Media Inc. phát triển và phát hành dưới dạng Early Access vào ngày 28 tháng 8 năm 2015, thông qua Steam. và phiên bản chính thức được phát hành thông qua Steam vào ngày 19 tháng 5 năm 2016. Game được phát hành cho PlayStation VR trên PlayStation 4 vào ngày 15 tháng 11 năm 2016 và tại Úc và châu Âu, ba ngày sau đó.

## Lối chơi
Trò chơi lấy bối cảnh vào năm 2070 khi mà tình trạng ấm lên toàn cầu đã giải phóng một loại virus cổ xưa từ Băng Bắc Cực đang giết chết loài người đến mức tuyệt chủng. Trong nỗ lực cứu lấy những gì còn sót lại của nhân loại, người chơi là một học viên du hành thời gian, được gửi trở lại đúng thời kỳ kỷ Jura. Nhiệm vụ này bao gồm quan sát và quét các đối tượng/sinh vật để thu thập dữ liệu có thể được sử dụng để chống lại virus.
Trong phần chơi chính đi theo cốt truyện, người chơi bắt đầu bên trong một trung tâm nghiên cứu ở Svalbard, Na Uy nơi họ du hành ngược thời gian bằng một cỗ máy thời gian. Người chơi đi qua các đại dương kỷ Jura gặp phải nhiều loài động vật thời tiền sử khác nhau bao gồm Mosasaur, Livyatan và Megalodon. Các loại đầu dò, máy quét và hệ thống theo dõi công nghệ cao được sử dụng để trích xuất dữ liệu cần thiết dùng chống lại virus. Nó cũng có thể đóng băng thời gian và quét các sinh vật bằng cách sử dụng cơ chế siêu âm và thực hiện quét hành vi. Sau mỗi nhiệm vụ, tất cả dữ liệu tìm thấy được tải lên "DinoDex" để mở khóa dữ liệu bổ sung và sinh vật mới.
Trong phần chơi thăm dò, các màn chơi trước có thể được xem xét lại để mở khóa dữ liệu khoa học bổ sung và có thể khám phá ra manh mối hỗ trợ cho sự sống còn của nhân loại.

## Phát triển
Time Machine VR được phát triển, trong khoảng thời gian 3 năm, bởi công ty game Minority Media Inc của Canada. Các nhà phát triển đã làm việc với Tiến sĩ Hans Larsson, một chủ tịch nghiên cứu về Cổ sinh vật học của Đại học McGill, để đảm bảo trò chơi này chính xác về mặt khoa học.
Time Machine VR lần đầu tiên được cung cấp thông qua Steam dưới dạng early access vào ngày 28 tháng 8 năm 2015. Ngày 10 tháng 10 năm 2015, bản cập nhật lớn đầu tiên đã được cung cấp. Bản cập nhật này bao gồm hỗ trợ bàn phím, tùy chọn đồ họa nâng cao mới và trung tâm nhiệm vụ được thiết kế lại. Một bản cập nhật lớn thứ hai được phát hành vào ngày 23 tháng 12 năm 2015. Bản cập nhật này bao gồm một số sinh vật mới, máy quét hành vi mới, nâng cấp lên phiên bản thời gian chạy Oculus và cải thiện hiệu suất. Trò chơi đã được cung cấp thông qua Oculus Rift dưới dạng early access vào ngày 28 tháng 3 năm 2016. Vào ngày 6 tháng 4 năm 2016, trò chơi được cung cấp cho Oculus Rift và HTC Vive thông qua cửa hàng Steam. Vào ngày 19 tháng 5 năm 2016, phiên bản đầy đủ của game được phát hành thông qua Steam. Một bản cập nhật lớn khác được công bố vào ngày 23 tháng 12 năm 2016, điều này giúp trải nghiệm thực tế ảo trở nên thoải mái hơn sau những phàn nàn về chứng say tàu xe, cũng như cải thiện phần điều khiển game và hiệu suất chung.
Phiên bản arcade của trò chơi sẽ có trải nghiệm ngắn hơn và sẽ yêu cầu ghế D-Box ra mắt tại Hội nghị Nhà phát triển Game năm 2017.

## Chuyển thểTime Machine VR
Một phiên bản thay thế của trò chơi mang tên Time Machine VR: Monsters of the Sea được phát hành trên Samsung Gear VR vào ngày 16 tháng 1 năm 2017. Không giống như Time Machine VR thì phiên bản thay thế này không phải là free roam vì những hạn chế về hiệu suất trên thiết bị di động.

## Đón nhận
Time Machine VR đã được công nhận là một trong 30 tựa game VR có doanh thu cao nhất của Steam trong thư viện hơn 1.000 trò chơi của họ. Chỉ có 1 trong số 30 trò chơi có doanh thu 1 triệu đô la, thu về 1,2 triệu đô la. Destructoid chấm cho game 7/10 điểm, GameRevolution chấm cho game 2/5 điểm. PlayStation Lifestyle chấm cho game 5/10 điểm.